# Copablepharon albisericea
Copablepharon albisericea är en fjärilsart som beskrevs av Blanchard 1976. Copablepharon albisericea ingår i släktet Copablepharon och familjen nattflyn. Inga underarter finns listade i Catalogue of Life.